# Pere Joan Barceló

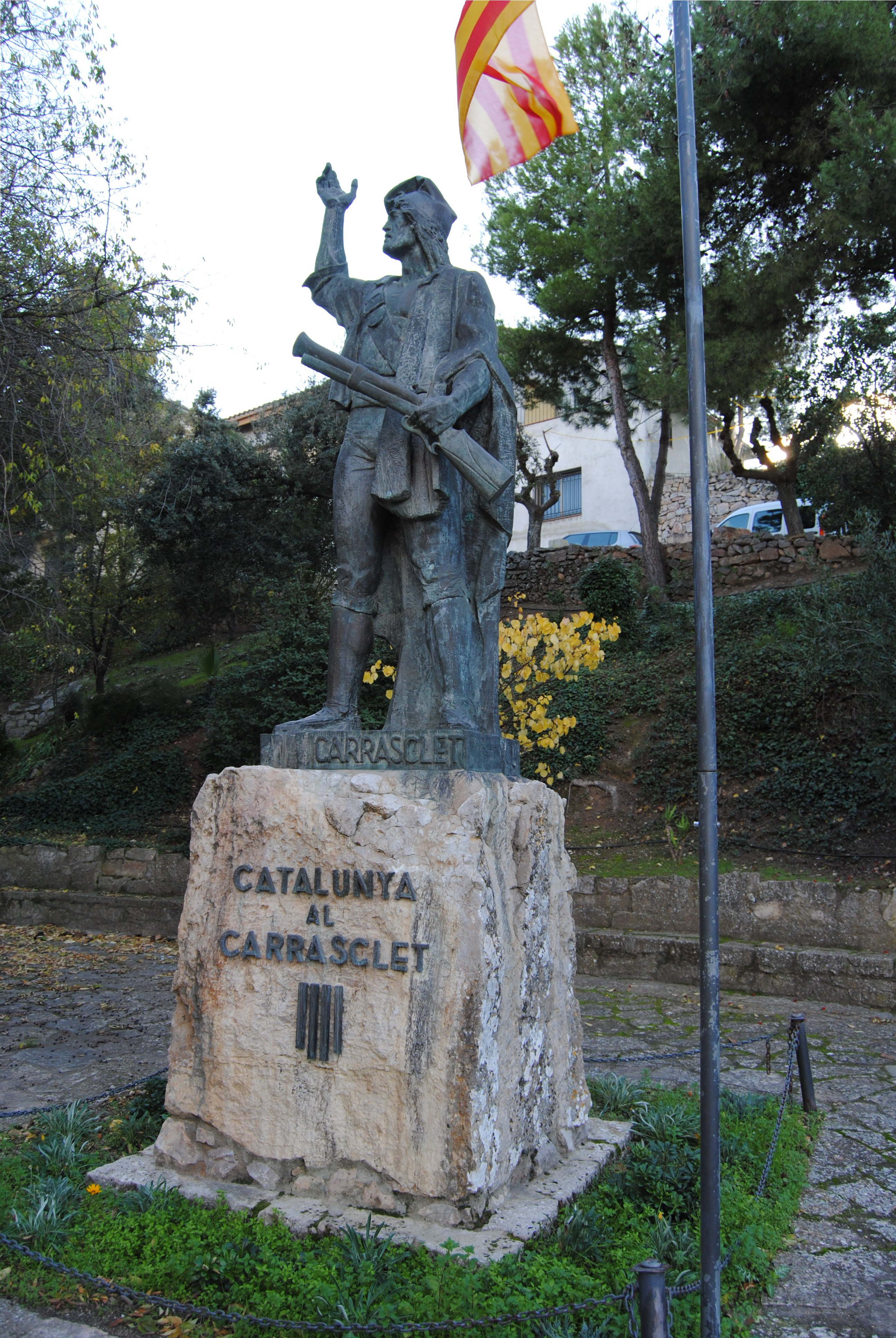
Estatua en Capçanes. Obra del escultor Francesc Carulla

Pere Joan Barceló i Anguera, conocido como Carrasquet o Carrasclet (Capsanes, Tarragona, 1682 - Breisach, actual Alemania, 1743) fue un militar partidario de la Casa de Austria durante la guerra de sucesión española. Estuvo al servicio de los Tres Comunes durante la Campaña de Cataluña (1713-1714).

## Biografía
Era hijo de Francesc Barceló. Luchó junto a su padre en la guerra de sucesión española, al lado del archiduque Carlos. Tras caer Barcelona, Barceló solicitó perdón y se trasladó hasta su casa en Marsá. Estuvo en prisión dos ocasiones debido a un incidente con un oficial de las tropas borbónicas. Huyó a la montaña, donde formó una guerrilla para luchar contra el Gobierno y recuperar las instituciones catalanas, derogadas desde el decreto de Nueva Planta. El gobernador de Tarragona ordenó encarcelar a la madre de Barceló para presionarlo a que dejara la actividad guerrillera, pero éste no se entregó. 
En 1719 se trasladó a Perpiñán (Francia) y, tras reunirse con el duque de Berwick, se unió a las tropas francesas que luchaban contra Felipe V. Se le concedió el título de coronel y comandó a 8 mil milicianos catalanes, armados con fusiles y escopetas incautados en los pueblos. Realizó numerosas acciones en El Priorato, Campo de Tarragona, la Ribera de Ebro y la Tierra Alta. Una de las acciones más destacadas fue la cuando llevó a sus hombres desde Falset hasta Montserrat.
Al finalizar la guerra, rehusó seguir en el ejército francés e intentó continuar la lucha. Compró un barco y se dirigió a Mahón, posesión inglesa tras la firma del Tratado de Utrecht. Más tarde, se trasladó a Austria, donde conservó el grado de coronel. Participó en la lucha contra Nápoles donde fue hecho prisionero. En 1741 se puso al frente de un batallón de tropas catalanas exiliadas que fueron movilizadas por María Teresa I para luchar contra los bávaros.
En 1980 fue inaugurado un monumento en su honor en su localidad natal, Capsanes.